# Gunnar Landelius
Anders Gunnar Landelius, švedski hokejist, * 20. marec 1918, Stockholm, Švedska, † 8. april 2000, Stockholm, Švedska.
Landelius je vso svojo kariero igral za klub Hammarby IF v švedski ligi, trikrat je s klubom tudi osvojil naslov švedskega državnega prvaka, v sezonah 1941/42, 1942/43 in 1944/45. Za Švedsko reprezentanco je nastopil na enih olimpijskih igrah, na katerih je osvojil četrto mesto, in enem svetovnem prvenstvu, na katerem je bil dobitnik srebrne medalje. 